# Municipio Ricaurte (Venezuela)
El Municipio Ricaurte es uno de los 9 municipios que forman parte del estado Cojedes, Venezuela. Tiene una superficie de 977 km² y una población de 49 778 habitantes, según el censo de 2022. Su capital es el poblado de Libertad de Cojedes, más conocido como Lagunitas. El Municipio está dividido en dos parroquias: El Amparo y Libertad de Cojedes. El río Cojedes y el río San Carlos son las principales corrientes de agua del municipio.

## Límites
Al norte limita con los municipios San Carlos y Anzoátegui, al sur con el municipio Girardot, al este con el municipio Rómulo Gallegos y al oeste con el estado Portuguesa.

## Parroquias
1. Parroquia El Amparo
2. Libertad de Cojedes

## Política y gobierno

### Alcaldes
| Período     | Alcalde               | Partido político / Alianza | % de votos | Notas |
| ----------- | --------------------- | -------------------------- | ---------- | --- |
| 1989 - 1992 | Julio Méndez Sequera  | AD                         | 51,19      | Primer alcalde bajo elecciones directas |
| 1992 - 1995 | Julio Méndez Sequera  | AD                         | 50,49      | Reelecto |
| 1995 - 2000 | Violeta Montoya       | AD                         | -          | Segunda alcalde bajo elecciones directas (se realizaron elecciones generales adelantadas en el 2000 debido a la aprobación de la Constitución de 1999) |
| 2000 - 2004 | Violeta Montoya       | AD                         | 53,63      | Reelecta |
| 2004 - 2008 | Ramón Peralta Ruiz    | MVR                        | 53,67⁸     | Tercer alcalde bajo elecciones directas |
| 2008 - 2013 | Hilcriy Martínez      | PSUV                       | 62,55      | Cuarto alcalde bajo elecciones directas (se postergan 1 año las elecciones municipales pautadas para finales del 2012)                                 |
| 2013 - 2017 | Hilcriy Martínez      | PSUV                       | 65,71      | Reelecta |
| 2017 - 2021 | Hilcriy Martínez      | PSUV                       | 90,67      | Reelecta |
| 2021 - 2025 | Yanis Damian Barradas | PSUV                       | 51,06      | Quinto alcalde bajo elecciones directas |
| 2025 - 2029 | José Ramón Páez       | VVC                        |            | Sexto alcalde bajo elecciones directas |

### Concejo municipal
Período 1989 - 1992
| Concejales:         | Partido político / Alianza |
| ------------------- | -------------------------- |
| Violeta Machado     | AD                         |
| Ramón Romero        | AD                         |
| José Alejandro Ruiz | AD                         |
| Pablo D' Avancines  | COPEI                      |
| Esteban González    | COPEI                      |

Período 1992 - 1995
| Concejales:         | Partido político / Alianza |
| ------------------- | -------------------------- |
| Felix Romero        | AD                         |
| José Alejandro Ruíz | AD                         |
| Ilexa Peña          | AD                         |
| José Hernández      | COPEI                      |
| Jaime Silva         | COPEI                      |

Período 1995 - 2000
| Concejales:        | Partido político / Alianza |
| ------------------ | -------------------------- |
| Alejandro Guillén  | AD                         |
| José Lorenzo Pérez | AD                         |
| Francisco Gómez    | AD                         |
| Manuel Castillo    | COPEI                      |
| Esteban González   | COPEI                      |

Período 2000 - 2005
| Concejales          | Partido político / Alianza |
| ------------------- | -------------------------- |
| José Lorenzo Pérez  | AD                         |
| Javier Ramírez      | AD                         |
| Zuleima Perales     | AD                         |
| Raul Castillo       | AD                         |
| Guillermina Herrera | MVR                        |
| José Calzada        | MVR                        |
| Alexander Carmona   | MVR                        |

Periodo 2005 - 2013
| Concejales      | Partido político / Alianza |
| --------------- | -------------------------- |
| Robert Gonzalez | MVR                        |
| Jaime Silva     | MVR                        |
| Zulay Castillo  | MVR                        |
| Rosa Traviezo   | MVR                        |
| Jacinto Pérez   | MVR                        |

Período 2013 - 2018:
| Concejales      | Partido político / Alianza |
| --------------- | -------------------------- |
| Lizbeth Araujo  | PSUV                       |
| Leonaldo Pirela | PSUV                       |
| Sarain Hurtado  | PSUV                       |
| Zoraida Moreno  | PSUV                       |
| Jacinto Pérez   | PSUV                       |

Período 2018 - 2021
| Concejales       | Partido político / Alianza |
| ---------------- | -------------------------- |
| Hilcriy Martinez | PSUV                       |
| Jaime Silva      | PSUV                       |
| Rosa Traviezo    | PSUV                       |
| Tirso Hernández  | PSUV                       |
| Jessica Moréno   | PSUV                       |
| Jacinto Pérez    | PSUV                       |
| Yenifer Landaeta | PSUV                       |

Período 2021 - 2025
| Concejales:     | Partido político / Alianza |
| --------------- | -------------------------- |
| Jaime Silva     | PSUV                       |
| Rosa Traviezo   | PSUV                       |
| José Treviezo   | PSUV                       |
| Zulay Castillo  | PSUV                       |
| Jacinto Pérez   | PSUV                       |
| Pedro Araujo    | MUD                        |
| Sulenma Perales | MUD                        |